# Аннандейл

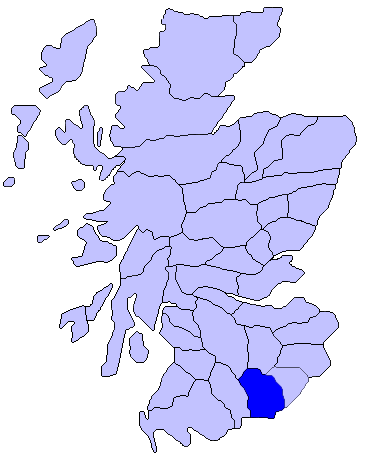
Наближений розмір та розташування.

Аннандейл (гельська Srath Anann, англ. Annandale) — історична область на півдні Шотландії, в долині річки Аннан. Наразі територія Аннандейл входить до складу області Дамфріс і Галловей.
Найважливіші міста Аннандейлу: Лохмабен, історичний центр Аннандейлу та замок Брюсів, Аннан та Локербі.

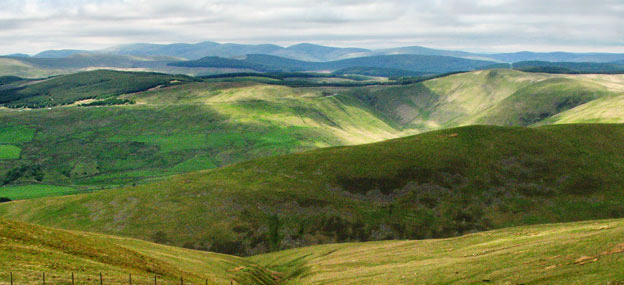
Вид на долину річки Аннан.

Рельєф представлений родючою долиною річки Аннан, яка на півдні переходить у прибережні низовини затоки Соллуей-Ферт.

## Історія
Спочатку територія долини річки Аннан входила до складу бритського королівства Регед, а пізніше королівства Стратклайд, яке 1034 року було приєднано до Шотландії.
1124 року територія Аннандейл передана королем Давидом I Роберту Брюсу, який став 1-м лордом Аннандейлу. З 1306 року його нащадок — король Шотландії Роберт I Брюс.
1371 року Аннандейл переданий Томасу Рендольфу, графу Морейському, а пізніше перейшов у власність Данбарів.
1409 року приєднаний до володінь Дугласів, найбільшого аристократичного роду країни. Після розгрому дому «Чорних Дугласів» 1455 року королем Яковом II Аннандейл повернувся до складу королівського домену. В період з 1643 по 1792 роки титул графів (а з 1701 року — маркізів) Аннандейлу носили представники роду Джонстоун.